# Vaag en stil
Vaag en stil is een postuum uitgebrachte single van de Nederlandse zanger André Hazes uit 2005. Het stond in hetzelfde jaar als eerste track op het verzamelalbum Het complete hitoverzicht, waar het naast Toe laat me en Sterk wil ik zijn een van de drie nieuwe nummers van was.

## Achtergrond
Vaag en stil is geschreven door André Hazes, Roy Orbison en Jeff Lynne en geproduceerd door John van de Ven en Jacques Verburgt. Het is een bewerking van het lied A Love So Beautiful van Orbison uit 1988. Het levenslied werd door Hazes opgenomen vlak voordat hij overleed. In het nummer zingt de liedverteller over dat zijn vrouw niet meer dezelfde is in de relatie en niet meer met hem praat. 
De B-kant van de single is Ik ben daar, een bewerking van het lied Ça passe van Charles Aznavour uit 1980. Ik ben daar stond in 2002 op het album Strijdlustig. Op de hoes van de single was een handgeschreven boodschap van de zanger te vinden.

## Hitnoteringen
Het lied werd een grote hit in Nederland. In zowel de Single Top 100 als de Top 40 kwam het tot de tweede plaats. Het stond twaalf weken in de Single Top 100 en acht weken in de Top 40.

## Cover
In 2022 werd bij het televisieprogramma Hazes is de basis het lied gecoverd door de 3JS. Waar de meeste artiesten een eigen nummer kozen om te coveren, werd aan de 3JS speciaal door Rachel Hazes aan de band gevraagd of zij Vaag en stil wilden coveren. De cover werd geen hit.